# Spencer Smythe
Spencer Smythe es un supervillano ficticio que aparece en los cómics estadounidenses publicados por Marvel Comics. Es el padre de Alistair Smythe.

## Historial de publicaciones
Spencer Smythe apareció por primera vez en The Amazing Spider-Man # 25 (junio de 1965) y fue creado por Stan Lee y Steve Ditko.

## Biografía ficticia del personaje
El profesor Spencer Smythe era un experto en robótica y en arácnidos que le pidió a J. Jonah Jameson que consolidara sus proyectos. Después de mirar una demostración en donde el robot de Smythe podía sentir la presencia de arañas y atraparlas, Jameson le contrató para capturar a Spider-Man. El propio Jameson controló el robot, y Spider-Man se encontró cazado por una máquina con el odio de Jameson hacia él, aunque Spider-Man logró escapar dejando su traje envuelto en los tentáculos del robot.
Smythe, molesto por la incapacidad de su robot para capturar a Spider-Man, empezó a obsesionarse con el héroe, volviéndose un criminal para financiar su investigación y constantemente mejorar sus robots a los que llamó los Mata-Arañas (Spider-Slayers en inglés). Sin embargo, no importa cuál mortal o poderoso los hizo, ellos siempre fueron derrotados por Spider-Man utilizando un defecto clave en sus diseños; el segundo, por ejemplo, era capaz de rastrear una firma de energía única generada por arañas, pero fue derrotado cuando Spider-Man lo atrajo de nuevo al laboratorio de Smythe, lo que lo sobrecargó de la multitud de arañas que Smythe guardó allí para su investigación.
Pero estos robots se volverían un arma peligrosa para el propio profesor ya que los materiales radiactivos usados en la fabricación de estos envenenó a Smythe condenándolo a una muerte lenta y agónica. Culpando a Jameson y a Spider-Man de su inminente muerte, Smythe esposó a ambos a una bomba que detonaría en 24 horas, decidida a hacer que los dos sufrieran la agonía de la muerte ineludible que los vio como habiéndolo condenado. Desgraciadamente para Smythe, su enfermedad estaba demasiado avanzada como para sobrevivir 24 horas, por lo que murió convencido de que había matado a los dos hombres responsables de su muerte. Sin embargo, Peter Parker tenía buen manejo sobre ingenios mecánicos y explosivos, así que pudo desactivar la bomba congelando el dispositivo de mando.
Durante en Dead No More: The Clone Conspiracy, Spencer Smythe es clonado por Miles Warren y su compañía New U Technologies.

## Otros medios

### Televisión
- Smythe aparece en la serie de 1967 de Spider-Man, pero su nombre cambia al de Henry Smythe (voz de Henry Ramer) de la caricatura se basa en Spencer Smythe. Al igual que Spencer en los cómics, crea los Spider-Slayers como se ve en "Capturado por J. Jonah Jameson", donde usa un Spider-Slayer para capturar a Spider-Man. Cuando Spider-Man engaña a Spider-Slayer con un maniquí, J. Jonah Jameson se enoja con el truco de Spider-Man cuando Henry Smythe se lleva a Spider-Slayer para hacer algunos ajustes.
- Spencer Smythe apareció en la serie televisiva Spider-Man de 1994 con la voz de Edward Mulhare. En la serie, es contratado por Norman Osborn para crear al original Mata-Arañas, llamado la Viuda Negra, en un esfuerzo para capturar a Spider-Man. Como parte del trato, Osborn construiría una silla especial para su hijo paralítico, Alistair. En OsCorp, el robot atrapa a la persona equivocada, y Spider-Man intenta un rescate que lleva a un gran incendio en la planta. Cuando Osborn se niega a construir la silla prometida para Alistair, Spencer decide quedarse y acabar a Spider-Man, mientras que Osborn se lleva a Alistair por seguridad. Después de que la Viuda Negra es destruida por Spider-Man, explota OsCorp y Spencer es creído muerto. Más tarde, se revela que Spencer había sobrevivido, habiendo sido encontrado por Kingpin y es puesto en suspensión criogénica para mantener la lealtad de Alistair hasta en crearle una silla especial que Osborn no quiso hacerlo. Al final, sin embargo, Alistair sobrevive a su utilidad y se convierte en un Mata-Arañas biomecánico por su sustituto, el Dr. Herbert Landon. Smythe finalmente descubre que su padre está en suspensión criogénica con la ayuda de Spider-Man y se escapa con su cuerpo criónicamente conservado. Después continúa trabajando para varios individuos, más predominantemente para Cabello de Plata, el rival de Kingpin, con el fin de revivir a su padre. Spencer se mantendría en éxtasis a la conclusión de la serie, debido a la muerte de Mulhare.
- Spencer Smythe aparece en Spider-Man (2017), con la voz de Benjamin Diskin como un antagonista principal. Esta versión es el profesor de ciencia de Peter Parker y estricto con Harry Osborn que tiene una rivalidad con Max Modell, que pasa a su hijo Alistair. Él es responsable de sabotear el experimento de Harry, resultando en su expulsión de Horizon High. Spencer también se asocia con el Buitre, y creó un robot conocido como The Slayer, que robó el trabajo de Harry desde Horizon High. Está implícito durante el episodio "Academia Osborn", que se asoció con Norman Osborn, ya que el equipo de Harry se mostró en Oscorp después de que Norman Osborn se apropió de él. En el episodio "El Inigualable Hombre Araña", Spencer Smythe controla uno de sus Spider-Slayers para atacar a Oscorp como una distracción para que pueda robar el maletín que contiene los experimentos de araña de Raymond Warren para Raymond solo para toparse con Miles Morales y perder el espécimen de Electrolis Arachnatis. Más tarde, controla a un Spider-Slayer gigante y compite contra su propio hijo para atrapar a Miles Morales. Después de expulsarlo de su caza arañas tras la derrota, Spencer se estrella contra los agresores que mordieron a Miles, donde Spider-Man lo descifra y lo entrega a la policía. Mientras camina hacia su celda, Spencer ve a Raymond en su celda y le pregunta cómo volvió a la cárcel. Raymond le dijo que nunca salió de la cárcel.

### Cine
Una campaña de marketing viral para The Amazing Spider-Man 2 muestra una mención de Spencer Smythe en un artículo de Daily Bugle como el jefe de la división de ingeniería de Oscorp y que está trabajando en avances significativos en robótica. Un artículo publicado en una fecha posterior reveló que Spencer fue despedido de su posición como jefe de departamento y substituido por su hijo Alistair.

### Videojuegos
- Spencer Smythe aparece en la versión de PlayStation 2 y PSP de Spider-Man: Web of Shadows. Al igual que Nick Fury y Kingpin, también llama a Spider-Man en puntos específicos del juego. Él es mostrado en alianza con A.I.M. quien lo contrata para capturar a J. Jonah Jameson en su complot para clonar y obtener el control del negocio de editorial y desacreditar a J. Jonah Jameson y Spider-Man. Spencer Smythe tenía al Chacal como su agente doble a bordo del Helitransporte de S.H.I.E.L.D. para obtener el traje simbiótico de Spider-Man. Spencer Smythe después envía al Chacal a robar el emisor sónico desde lo alto de la torre Fisk y libera a una controlada mentalmente Gata Negra sobre Spider-Man.
- Spencer Smythe aparece en Marvel Heroes.